# Округ королеви Анни (Меріленд)
Шаблон:StateAbbr_ 39°02′ пн. ш. 76°05′ зх. д. / 39.03° пн. ш. 76.08° зх. д.
Графство королеви Анни (англ. Queen Anne's County) — округ (графство) у штаті  Меріленд, США. Ідентифікатор округу 24035.

## Історія
Округ утворений 1706 року.

## Демографія
За даними перепису 2000 року загальне населення округу становило 40563 осіб, зокрема міського населення було 16135, а сільського — 24428. Серед мешканців округу чоловіків було 20195, а жінок — 20368. В окрузі було 15315 домогосподарств, 11542 родин, які мешкали в 16674 будинках. Середній розмір родини становив 2,99.
Віковий розподіл населення поданий у таблиці:
| Стать    | До 15 років | 15-21 | 22-29 | 30-39 | 40-49 | 50-65 | 65-85 | Понад 85 |
| -------- | ----------- | ----- | ----- | ----- | ----- | ----- | ----- | -------- |
| Чоловіки | 4452        | 1633  | 1406  | 3211  | 3413  | 3678  | 2224  | 178      |
| Жінки    | 4189        | 1494  | 1423  | 3300  | 3413  | 3724  | 2486  | 339      |

## Суміжні округи
- Кент — північ
- Кент, Делавер — схід
- Енн-Арундел — захід
- Талбот — південь
- Керолайн — південний схід

## Виноски
1. ↑  U.S. Decennial Census. United States Census Bureau. Архів оригіналу за 26 квітня 2015. Процитовано 14 вересня 2014.
2. ↑  Historical Census Browser. University of Virginia Library. Архів оригіналу за 11 серпня 2012. Процитовано 14 вересня 2014.
3. ↑  Population of Counties by Decennial Census: 1900 to 1990. United States Census Bureau. Архів оригіналу за 31 жовтня 2014. Процитовано 14 вересня 2014.
4. ↑  Census 2000 PHC-T-4. Ranking Tables for Counties: 1990 and 2000 (PDF). United States Census Bureau. Архів оригіналу (PDF) за 18 грудня 2014. Процитовано 14 вересня 2014.
5. ↑  State & County QuickFacts. United States Census Bureau. Архів оригіналу за 5 вересня 2015. Процитовано 24 серпня 2013.(англ.) Наведено за англійською вікіпедією.
6. ↑  American FactFinder. Бюро перепису населення США. Архів оригіналу за 21 травня 2008. Процитовано 31 січня 2008.

| США | Це незавершена стаття з географії США. Ви можете допомогти проєкту, виправивши або дописавши її. |